# I misteri di Cascina Vianello
I misteri di Cascina Vianello è una miniserie televisiva trasmessa in prima visione su Canale 5 nell'inverno 1997-1998 come sequel di un'altra miniserie televisiva, intitolata Cascina Vianello (in chiave "romanzo giallo"). Deriva dallo sdoppiamento della storica sit-com Casa Vianello, i cui protagonisti sono Raimondo Vianello, Sandra Mondaini e Giorgia Trasselli.

## Trama
Dopo le avventure di Cascina Vianello, Raimondo (Raimondo Vianello) e Sandra (Sandra Mondaini) decidono di rimanere in campagna, questa volta però improvvisandosi detective. Durante le vicende risolvono vari casi di omicidio e di rapina. Questa volta con loro, oltre all'immancabile Tata (Giorgia Trasselli), arriva un nuovo maresciallo (Andrea Roncato), che si fa coccolare un po' troppo dalla Tata. L'atmosfera è sempre quella comica festosa e stravagante. 
La location è situata a Pantigliate, in provincia di Milano, presso l'agriturismo Tenuta Roverbella.

## Puntate
| nº | Titolo                      | Prima TV         | Ascolti              | Share  |
| -- | --------------------------- | ---------------- | -------------------- | ------ |
| 1  | Un matrimonio e un funerale | 21 dicembre 1997 | 5.557.000 spettatori | 22,91% |
| 2  | Pericolo sul filo di lana   | 28 dicembre 1997 | 4.729.000 spettatori |        |
| 3  | Quattro assi per una rapina | 4 gennaio 1998   |                      |        |
| 4  | Delitto al circo            | 11 gennaio 1998  |                      |        |
| 5  | Paura nella stalla          | 18 gennaio 1998  |                      |        |

### Un matrimonio e un funerale
La vita del paesino in cui vivono Sandra e Raimondo viene rallegrata da un matrimonio molto particolare, che vede protagonista Elvira e Fausto. Elvira è una ragazza poco attraente, mentre Fausto è un rinomato donnaiolo che, secondo quanto si dice in paese, ha sposato Elvira solo per il suo patrimonio. Elvira non crede totalmente ai pettegolezzi, anzi è certa che Fausto si innamorerà di lei, smettendo di pensare ad altre donne. Tuttavia Fausto ha un ingente debito nei confronti dello strozzino del paese, la cui attraente moglie Samantha è presente al matrimonio.

### Pericolo sul filo di lana
Nel paese dove vivono Sandra e Raimondo hanno indetto una gara di produzione di formaggio. Raimondo partecipa tentando di sconfiggere il vicino, suo abituale avversario, anche se le sue pecore sono più adatte alla produzione di cachemire, producendo poco latte. Nel frattempo Sandra si propone come socia alla vicina ditta produttrice di filati di lana, versando la quota associativa di quattrocento milioni, a discapito del marito che è contrario ma ha poco potere decisionale. Le preoccupazioni arrivano con la morte del contabile della ditta, il signor Nico, al quale qualche giorno prima era stata incendiata l'automobile. Proprio durante il funerale di Nico avviene un'altra sciagura: il socio addetto alla gestione della contabilità viene ucciso a colpi di pistola. La situazione è più che mai preoccupante, e insospettisce sempre più Sandra e Raimondo, che inizieranno a indagare.

### Quattro assi per una rapina
Nella tranquilla stazione ferroviaria del paesino di campagna di Sandra e Raimondo tutto sembra trascorrere come ogni giorno. Molti affollano le banchine in attesa di qualcuno o di qualcosa. Anche Raimondo e Sandra attendono qualcuno e qualcosa: lui aspetta l'arrivo della sua mucca Clarissa, lei quello del nuovo computer. Poco più in là il vecchio Bianchedo Carlenga (Walter Valdi), un contadino conoscente di Sandra e Raimondo, attende il ritorno di Giacomo, un nipote lontano dall'Italia ben da quindici anni. Ma Giacomo non è l'unico nipote di Bianchedo, infatti quel giorno lui ha voluto misteriosamente riunire anche gli altri due nipoti: Ombra e Pietro. Quando il treno riprende il suo cammino tutti ritornano alle loro occupazioni: Raimondo accompagna nella stalla la sua amata Clarissa promettendole che presto le cercherà un fidanzato di razza, mentre Sandra inizia l'installazione del suo nuovo gioco: internet. Raimondo rientra in casa di malumore, pensieroso per l'avvenire di Clarissa, ma viene piacevolmente sorpreso da una nuova presenza: l'esperta di computer Sarah (Kay Rush) che insegnerà a Sandra l'arte della "navigazione in rete". Intanto, alla loro cascina, Bianchedo  e i tre nipoti si sono ritrovati e non è per una rimpatriata: il vecchio Bianchedo si è giocato tutti i suoi risparmi alle carte e con la complicità di Pietro, impiegato nelle ferrovie, ha organizzato una rapina al vagone postale. I tre cugini si preparano e la rapina avviene ma Giacomo che doveva finger di colpire il cugino si lascia prendere dalla foga e aggredisce Pietro sul treno lasciandolo disabile. Bianchedo nasconde il bottino ma solo lui sa dove è nascosto e per ritrovarlo ha scritto delle indicazioni sui quattro assi corrispondenti ai quattro semi delle carte da gioco e solo tutti insieme arriveranno al bottino. Bianchedo preoccupato affida la sua carta a Sandra dicendo che in caso della sua morte non avrebbe dovuto darla ai nipoti. Difatti, poco tempo dopo, Raimondo al pascolo vicino alla ferrovia trova Bianchedo morto nel prato. I Vianello iniziano ad indagare, ma il caso non è semplice.

### Delitto al circo
La tranquillità del pacifico paesino dove risiedono Sandra e Raimondo è interrotta dall'arrivo di una carovana circense che, oltre a piantare tendone e carrozzoni, sbaglia il numero telefonico sui manifesti: al posto di quello per le informazioni viene stampato il numero di cascina Vianello. Coinvolto suo malgrado Raimondo, già indaffarato a mettere in piedi un neo-allevamento di conigli, si reca furioso a cercare Oscar il direttore del circo. Ma, già dal primo incontro, Raimondo intuisce che sotto il ridente clima circense ristagna una strana atmosfera di tensione che, comunque, non gli impedisce di fare la conoscenza di Luana, giovane e bella equilibrista. Intanto, anche Sandra, da sempre attratta dal mondo del circo, si aggira nei paraggi e vicino al recinto dei cavalli incontra Tony, giovane ed affascinante domatore. Raimondo va in cerca di Luana e la sorprende nel tendone insieme ad Oscar, il quale è chiaramente alterato e la sta minacciando. La ragazza è spaventata e Raimondo, in uno slancio di coraggio, interviene in suo favore. Intanto qualcuno, nel buio, spia ed osserva tutto ciò che succede.

### Paura nella stalla
Nel paese di campagna dove risiedono Sandra e Raimondo fervono i preparativi per la tanto attesa “Sagra del Latte”. Raimondo cerca di fare il possibile per incoraggiare la sua amata mucca Clarissa a produrre più latte per poter battere così il rivale Settimio, il contadino vicino di casa padrone di Deborah, una mucca produttrice di latte a tempo pieno e di Ciccio, un mansueto toro innamorato di Clarissa. Ed è per questo che Raimondo, con fare cospiratore, si reca da Saverio Cortellezza, padrone di un Consorzio agrario, per procurarsi energizzanti e vitamine per la sua mucca. Cortellezza, tra bidoni di mangimi, nasconde speciali pastoni per animali e sarà proprio uno di questi che, per errore, Raimondo si porterà via per nutrire la sua Clarissa. La mucca inizierà così a produrre più latte e il suo padrone, con orgoglio, se ne berrà un intero secchio. Le conseguenze si faranno sentire di notte quando Clarissa e Raimondo accuseranno strani disturbi. La morte del veterinario del paese insospettisce i Vianello e anche un losco proprietario di un'azienda agricola Luciano Carloni (Maurizio Mattioli) sembra essere collegato ai mangimi e alla morte del veterinario prima e del Cortellezza poi.